# Herman Van Holsbeeck
 (21 janvier 2022).
Le texte peut changer fréquemment, n’est peut-être pas à jour et peut manquer de recul. 
Le titre et la description de l'acte concerné reposent sur la qualification juridique retenue lors de la rédaction de l'article et peuvent évoluer en même temps que celle-ci.
Herman Van Holsbeeck (né le 5 novembre 1954 à Woluwe-Saint-Lambert) est un ancien joueur de football et ancien dirigeant sportif belge. Ancien manager général du Royal Sporting Club Anderlecht.

## Biographie
Après une brève carrière d'entraîneur, Herman Van Holsbeeck devient secrétaire du RWD Molenbeek en 1995. Durant la saison 1997-1998, il succède au manager Johan Vermeersch alors que le club bruxellois opère au même moment un changement de président. En 1999, il part au Lierse SK et est remplacé par Freddy Smets.
En 2003, il est débauché au Lierse par Roger Vanden Stock, président du RSC Anderlecht, afin de prendre la relève de Michel Verschueren. Il travaille alors dans l'ombre du « Renard Argenté » pendant un an avant de reprendre définitivement la barre. Il se fait très rapidement remarquer chez les « Mauves et Blancs » par sa politique de transferts, exploitant au maximum la « filière argentine ». Entre autres, il attire ainsi Nicolás Frutos en 2006, qui s'avère être très vite prolifique avant d'être taraudé par des blessures à répétition qui l'obligent à prendre sa retraite à seulement 29 ans, et Lucas Biglia, joueur prometteur et futur capitaine du Sporting. La même année, il recrute également Mbark Boussoufa et Ahmed Hassan qui deviendront, eux-aussi, des joueurs essentiels.
Ce sont justement ses décisions en matière de recrutement qui en feront un sujet récurrent à la polémique car, si la politique de transfert d'Herman Van Holsbeeck se voit jonchée de quelques beaux succès, elle a aussi présenté quelques échecs retentissants, ce qui lui vaut dans la presse en 2010 le bilan d'un transfert sur deux ratés. Dès cet instant, tous les transferts qu'il réalise seront scrutés à la loupe par tous les observateurs et l'objet de commentaires, rarement élogieux, très souvent incendiaires.
Durant le mercato d'été 2011, et après une décevante troisième place, Herman Van Holsbeeck se retrouve dans l'œil du cyclone et les supporters exigent des renforts de poids. Il réalise alors trois transferts retentissants : les ex-Standardmen Dieumerci Mbokani et Milan Jovanović ainsi que le brugeois Ronald Vargas. Les deux premiers viennent de vivre une saison compliquée avec peu de temps de jeu, le troisième arrive blessé au Stade Constant Vanden Stock. Ces transferts à priori risqués s'avèrent toutefois très vite être des succès, même si Ronald Vargas n'aura pas l'occasion de briller longtemps, victime d'une nouvelle blessure au genou. Quelques mois plus tard, il récidive en transférant un autre joueur issu d'une équipe rivale, le Standard de Liège, lui aussi blessé:  Gohi Bi Cyriac. S'il signe un beau coup avec ces arrivées, surtout de Mbokani et Jovanović, cela s'inscrit toutefois dans un cadre financier défavorable car le club vient d'enregistrer un déficit de 2 millions d'euros et les salaires de ces deux gros calibres ne risquent pas d'améliorer la situation lors du bilan comptable suivant, ce qui soulève l'inquiétude des observateurs.
En novembre 2012, il est hospitalisé pour une grosse surcharge de travail.
En mai 2013, le magazine Sport/Foot Magazine révèle que sur 40 millions d'euros de budget d'Anderlecht, 60 % seraient dévolus à la masse salariale. Dès lors, certains font le rapport avec la période d'Herman Van Holsbeeck au Lierse qui a, sous sa conduite, connu une période financière difficile, ce qui contraste avec les louanges postées sur le site officiel du club lors de son départ.
Début 2014, Herman Van Holsbeeck est à nouveau sur la sellette, le RSC Anderlecht vient d'enregistrer une série de résultats décevants et l'entraîneur John van den Brom est remis en question. Étant donné que c'est lui qui a fait venir le Hollandais au Sporting, HVH est la cible de toutes les critiques. John van den Brom sera d'ailleurs limogé par la suite en mars 2014, fragilisant ainsi la position de Van Holsbeeck, celui-ci ayant fait le forcing pour recruter le batave. Les critiques sont tellement virulentes que la rumeur circule même qu'il serait lui aussi démis de ses fonctions en fin de saison et les noms de potentiels successeurs, dont celui de Mogi Bayat, commencent à circuler.
À l'occasion du mercato 2015-2016, quelques jours avant la clôture de celui-ci, Herman Van Holsbeeck boucle le transfert de Stefano Okaka. Celui-ci se distingue jusque-là plus par ses frasques extra-sportives, à l'occasion desquelles il est comparé à Mario Balotelli, que par ses prouesses sur le terrain et, dès lors, les critiques fusent une nouvelle fois de toutes parts. L'attaquant va toutefois se montrer très vite indispensable et incontournable, endossant même un moment le « taureau d'or » de meilleur buteur de la Jupiler League fin octobre 2015. Son rendement diminuera toutefois fortement dans la seconde partie de la saison mais il sera néanmoins décisif lors des play-offs, entretenant l'illusion d'un titre encore possible pour le Sporting.
À l'aube de la saison, le Sporting connait la période de transfert la plus active depuis très longtemps, pas moins de treize joueurs quittent le club qui enregistre également neuf arrivées. Les staffs techniques et médicaux sont également totalement renouvelés. En août 2016, il réalise le transfert le plus cher du championnat belge en bouclant l'arrivée de l'international roumain, Nicolae Stanciu, pour un montant record de 9,8 M€. Stanciu ne parviendra cependant jamais à convaincre et le Sporting le laisse filer en janvier 2018 au Sparta Prague lors du mercato hivernal.
Le rachat du club par Marc Coucke jette un peu la confusion sur qui peut faire quoi lors de la période de transfert, l'avenir de Van Holsbeeck au sein du Sporting s'inscrivant dès lors en point d'interrogation. Les Mauves et Blancs saluent l'arrivée du seul Kenny Saief alors que, du côté des sorties, Sofiane Hanni a rejoint le Spartak Moscou et Hamdi Harbaoui est parti à Zulte Waregem déforçant ainsi le secteur offensif, ce qui n'est pas du goût du nouveau président qui le fait savoir sur les plateaux de la VRT.
L'annonce imminente de Luc Devroe comme successeur de Van Holsbeeck est alors pressentie par tous les observateurs.
Le 6 avril 2018, Herman Van Holsbeeck est licencié par la nouvelle direction du Sporting et remplacé par  Luc Devroe.
Le 10 octobre 2018, HVH est interpellé dans une affaire gigantesque du football belge (surnommée le Footbelgate) qui tourne autour de Mogi Bayat. Cette affaire concerne le blanchiment d'argent, la fraude et les matchs truqués.
En septembre 2019, Herman Van Holsbeek est inculpé pour blanchiment et faux en écriture, mais libéré sous conditions.
Le 19 janvier 2022, il est placé sous mandat d'arrêt par le juge d'instruction Michel Claise.

## Palmarès
- 8 fois vainqueur du Championnat de Belgique.
  -  2004, 2006, 2007, 2010, 2012, 2013, 2014 et 2017 comme manager du RSC Anderlecht[28].
- 5 fois vice-champion du Championnat de Belgique.
  - 2003, 2005, 2008, 2009 et 2016 comme manager du RSC Anderlecht[28].
- 1 fois vainqueur de la Coupe de Belgique. 
  - 2008 comme manager du RSC Anderlecht[28].
- 1 fois finaliste de la Coupe de Belgique. 
  - 2016 comme manager du RSC Anderlecht[28].
- 7 fois vainqueur de la Supercoupe de Belgique. 
  - 2000, 2001, 2006, 2007, 2010, 2012 et 2017 comme manager du RSC Anderlecht[28].

## Transferts marquants
Voici la liste des plus gros transferts effectués par Herman Van Holsbeeck au RSC Anderlecht.
| - Lucas Biglia - Nicolas Frutos - Nicolas Pareja - Ahmed Hassan - Mbark Boussoufa - Dieumerci Mbokani - Stefano Okaka - Cheikhou Kouyaté - Mohammed Tchité - Guillaume Gillet - Nicolae Stanciu - Alenxandru Chipciu - Marcin Wasilewski - Chancel Mbemba | - Gohi Bi Cyriac - Aruna Dindane - Nenad Jestrović - Ronald Vargas - Vincent Kompany - Łukasz Teodorczyk - Youri Tielemans - Aleksandar Mitrović - Milan Jovanovic - Christian Wilhelmsson - Steven Defour - Silvio Proto - Romelu Lukaku - Josué Sa - Ryota Morioka |

## Anecdotes
- Herman Van Holsbeeck est membre de famille éloignée de Joe Van Holsbeeck, l'adolescent qui fut poignardé à mort à la Gare centrale de Bruxelles[29].